# Aven (Fluss)
Der Aven ist ein Küstenfluss in Frankreich, der im Département Finistère in der Region Bretagne verläuft. Er entspringt knapp nordöstlich von Coray, entwässert generell in südlicher Richtung und mündet nach 39 Kilometern bei Port Manec’h, im Gemeindegebiet von Névez, in den Atlantischen Ozean.
Unterhalb von Pont-Aven ist er den Gezeiten unterworfen; er hat einen etwa fünf Kilometer langen Mündungstrichter. Unmittelbar an seiner Mündung trifft er auf den Mündungstrichter des Flusses Bélon.

## Orte am Fluss
- Coray
- Rosporden
- Pont-Aven
- Port Manec’h, Gemeinde Névez